# Neumarkt am Wallersee
Pour les articles homonymes, voir Neumarkt.
Neumarkt am Wallersee est une jeune ville au bord du lac de Wallersee dans la partie nord-est du Flachgau, district de la région de Salzbourg, Autriche.
Neumarkt compte environ 6 000 habitants en 2005 et s’étend sur une surface de 36 km2.

## Géographie
Localités de Neumarkt am Wallersee :
- Lengroid
- Maierhof
- Matzing
- Neufahrn
- Neumarkt am Wallersee
- Pfongau
- Schalkham
- Sighartstein
- Sommerholz
- Thalham
- Wallersee-Ostbucht
- Wertheim

## Histoire
Des découvertes d’objets préromains laissent supposer que Neumarkt était déjà très tôt peuplé par des tribus celtiques.
Pendant l’Empire romain, une route marchande et voie de communication romaine reliant Salzbourg (Juvavum) à Wels (Ovilava) passait près de la ville nommée à l’époque Tarnanto, qui, avec l’installation des Bavarois allait devenir Neumarkt. La première mention dans un document date de 1284, Neumarkt apparaît sous le nom de « novum forum », son nom apparaît également entre 1180 et 1193 en relation avec un habitant appelé Dietmaros (de) Niuwenmarcht. 
Neumarkt a été fondé par l’archevêque de Salzbourg pour des raisons stratégiques : la ville, située à la frontière nord de la principauté de Salzbourg, a été bâtie comme « gardien » du territoire contre la principauté des Bavarois. 
En même temps, l’ancienne voie romaine a été transférée directement au centre de la ville et un poste de douane a été établi. Le changement du tracé de la route, et des privilèges comme le droit de tenir marché, le droit de commerce notamment. ont été des conditions qui ont permis à la ville de devenir un centre économique de cette région. En fait, les habitants de Neumarkt, privés de propriétés foncières, vivaient du commerce et de ses métiers alors que les communes voisines, riches de terres, étaient principalement orientées vers l’agriculture. 
En 1850, Neumarkt est devenu officiellement une commune, qui se limitait à ce qui constitue aujourd’hui le centre. 
Ce n’est qu’en 1950 que neuf localités (Pfongau, Lengroid, Sommerholz, Sighartstein, Neufahrn, Schalkham, Werthheim, Matzing, Maierhof) ont été incorporées au territoire. 
Le 24 septembre 2000, Neumarkt a été élevé au rang de ville.

## Sites d’intérêt
- Le Musée de la Fronfeste (Le musée a été construit en 1589 comme prison et abrite de nos jours des expositions sur l’histoire judiciaire ; les découvertes des temps des romains, le traitement du cuir et de la fabrication de chapeaux)
- L’église de Saint Nicolas
- Les trois églises filiales
- Les ruines de « Lichtentann » (C’était un ancien château de la dynastie des Tanner dont ne persistent que des ruines).
- Le rempart (En temps de troubles, l’église, entourée d’un rempart, était un lieu de refuge pour les habitants).
- Le lac Wallersee
- Le Wenger Moor (C’est un marais et une réserve naturelle)